# T10-systemet
T10-systemet är ett system för rollspel utvecklat av Krister Sundelin, ägare av Rävsvans förlag. Reglerna är byggda på slag med tiosidig tärning, därav namnet.
Ursprungligen utvecklades systemet för rollspelen Västmark och Skymningshem: Andra Imperiet, men har sedan dess blivit tillgängligt genom en öppen licens och fler spel är nu baserade på systemet.